# Prosulfuron
Prosulfuron ist eine chemische Verbindung aus der Gruppe der Sulfonylharnstoffe. Es wird in der Landwirtschaft als Herbizid eingesetzt.

## Verwendung
Produkte mit dem Wirkstoff Prosulfuron werden im Ackerbau verwendet. Es eignet sich zur Bekämpfung breitblättriger Unkräuter im Maisanbau, da dieser unempfindlich gegenüber Prosulfuron ist. Im Gegensatz dazu zeigen die Kulturpflanzen Raps, Sonnenblumen und Fabaceaen eine hohe Empfindlichkeit, sodass diese sich nicht für die Behandlung mit Prosulfuron eignen.
Zudem ist darauf zu achten, dass aufgrund der hohen Toxizität gegenüber Fischen und Algen Prosulfuron nicht in Gewässer gelangt.

## Wirkung
Prosulfuron zählt zu der Gruppe der ALS-Hemmer B.
Es wird über die Blätter und die Wurzeln der Unkräuter aufgenommen. Nach Aufnahme wird Prosulfuron über die Leitbündel transportiert, bis es an dem Zielort, die meristematischen Gewebe, gelangt. Prosulfuron hemmt das Enzym Acetolactat-Synthase, die innerhalb verschiedener Stoffwechselwege chemische Reaktionen enzymatisch katalysiert. Die Hemmung hat zur Folge, dass die Aminosäuren Valin, Leucin und Isoleucin von den betroffenen Geweben nicht mehr synthetisiert werden können. Empfindliche Unkräuter reagieren darauf mit Wachstumsstillstand und sterben anschließend nach Rot- oder Gelbverfärbung ab.

## Zulassung
Prosulfuron ist seit dem 1. Juli 2002 in der EU zugelassen. In Deutschland und Österreich sind Präparate mit Prosulfuron im Handel erhältlich. Ebenso gibt es zugelassene Kombipräparate mit den Wirkstoffen Dicamba und Nicosulfuron. In der Schweiz sind keine Pflanzenschutzmittel mit Prosulfuron zugelassen.